# Jabrine
Jabrine (em árabe: جبرين; romaniz.: Jabrin) é uma cidade da província Interior e do vilaiete de Bala, no Omã. De acordo com o censo de 2010, tinha 1 109 habitantes. Compreende uma área de 4,4 quilômetros quadrados.